# 观音阁乡
观音阁乡，是中华人民共和国广西壮族自治区桂林市灌阳县下辖的一个乡镇级行政单位。

## 行政区划
观音阁乡下辖以下地区：
文明村、桃花村、自振村、大井塘村、立强村和盘江村。